# Le Départ du vapeur de Folkestone
Le Départ du vapeur de Folkestone est un tableau réalisé par le peintre Édouard Manet en 1869, à l'occasion de l'un des séjours qu'il avait coutume d'effectuer en été à Boulogne-sur-Mer.
La toile représente le bateau à aubes assurant la liaison avec le port anglais de Folkestone, et sur lequel le peintre avait d’ailleurs embarqué l’année précédente pour visiter Londres. La dame habillée de blanc située le plus à gauche de la composition ne serait autre que Suzanne Manet, accompagnée de son fils Léon. La toile est l'un des plus remarquables exemples de la manière dont Manet savait jouer avec la lumière et les couleurs pour donner à ses tableaux une atmosphère de joie et d'insouciance.